# 미국 독립선언의 물리적 역사

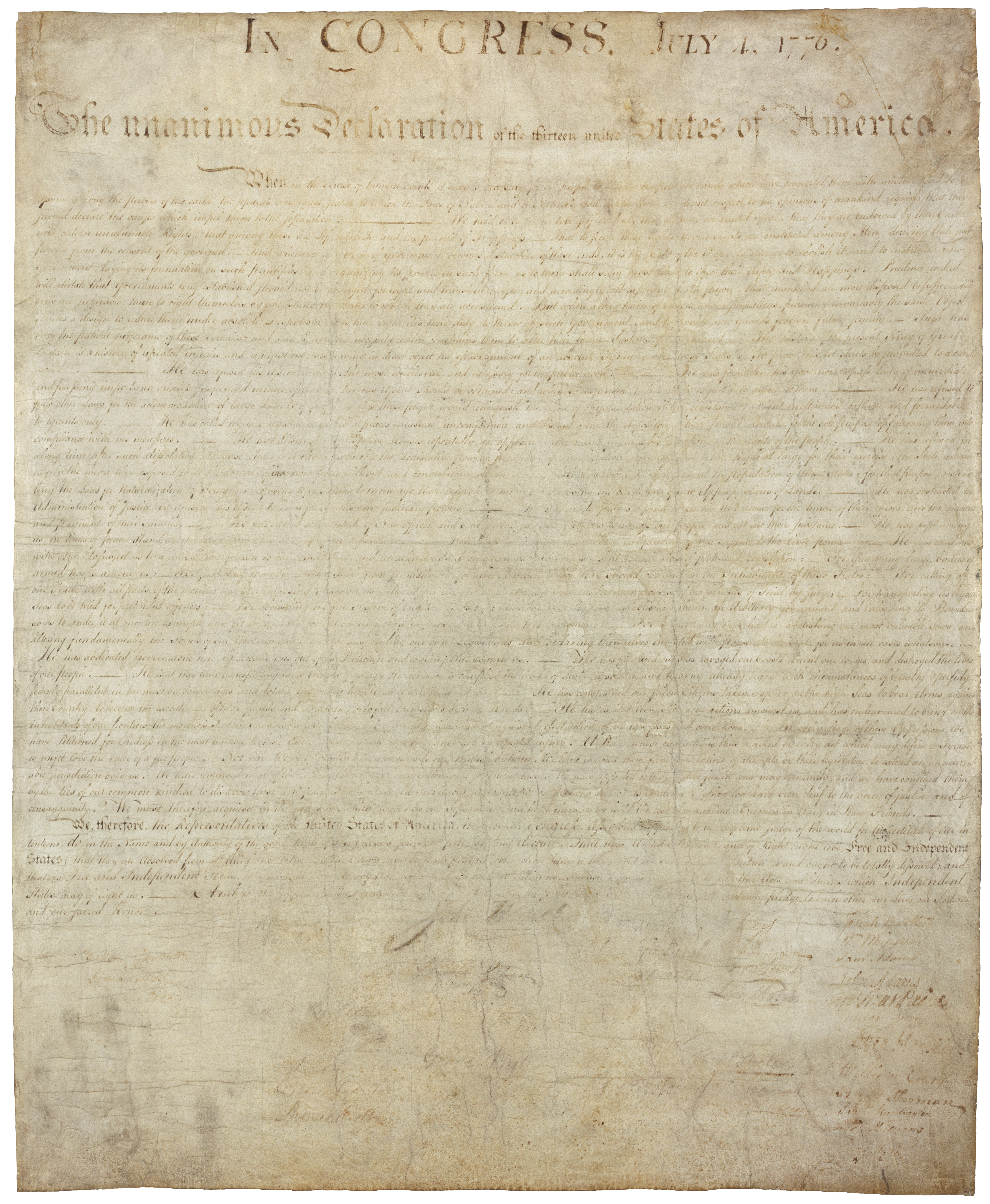
1776년 6월 티머시 매트랙이 필사했으나 지금은 심하게 바랜 독립선언서 서명본이 워싱턴 D.C.에 있는 미국 국립문서기록관리청의 자유 헌장 로툰다에 전시되어 있다.

미국 독립선언의 물리적 역사(영어: Physical history of the United States Declaration of Independence)는 1776년 초고 작성부터 21세기 역사 문헌 발견에 이르는 과정을 아우른다. 여기에는 여러 초고, 필사본, 출판된 브로드사이드가 포함된다. 독립선언은 13개 식민지가 이제 "연합 식민지"로서 "자유롭고 독립적인 국가"가 되었으며 더 이상 대영 제국의 일부가 아님을 선언했다.

## 초고 및 출판 전 사본

### 구성 초고

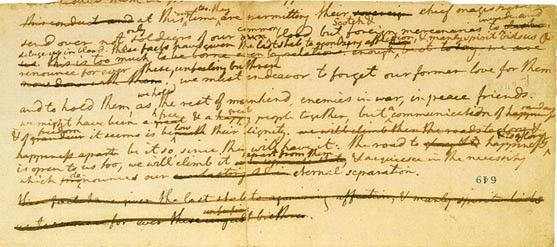
1776년 7월 토머스 제퍼슨이 작성한 구성 초고

알려진 독립선언서의 가장 초기의 초고는 "구성 초고"로 알려진 단편이다. 1776년 7월에 작성된 이 초고는 독립선언서의 주요 저자인 토머스 제퍼슨의 필체로 되어 있다. 이 초고는 1947년 역사학자 줄리언 P. 보이드가 미국 의회도서관의 제퍼슨 문서를 조사하던 중 발견했다. 보이드는 《토머스 제퍼슨 문서》 출판을 위해 주요 문서를 검토하던 도중 독립선언서 텍스트의 작은 부분과 제퍼슨이 작성한 관련 없는 메모가 포함된 종이 한 장을 발견했다. 보이드가 발견하기 전에는 알려진 독립선언서 초고는 거친 초고(Rough Draft)로 알려진 문서뿐이었다. 이 발견은 제퍼슨이 여러 초고를 썼을 것이라는 역사학자들의 추측을 확인시켜 주었다.

구성 초고의 많은 단어는 결국 의회에서 독립선언서 최종 본문에서 삭제되었다. 조지 메이슨은 버지니아의 정치인이었으며 1776년 5월-6월에 버지니아 권리 장전을 작성했다. 메이슨은 제퍼슨의 독립선언서 첫 부분과 매우 유사한 내용을 썼다. 그 시작은 다음과 같았다.
  제1조. 모든 사람은 본래적으로 동등하게 자유롭고 독립적이며, 사회 상태에 들어갈 때 어떤 협약으로도 그들의 후손에게서 빼앗거나 박탈할 수 없는 특정 고유한 권리를 가진다. 즉, 생명과 자유를 누릴 권리, 재산을 취득하고 소유할 수단, 그리고 행복과 안전을 추구하고 얻을 권리이다.

편집 과정을 거쳐 살아남은 단편의 문구에는 "우리의 분리를 선언하는 필연성에 순응한다"와 "우리가 인류의 나머지를 대하듯이 그들을 대한다, 전쟁에서는 적, 평화에서는 친구"가 포함된다.
법의학적 조사를 통해 구성 초고와 거친 초고의 종이가 같은 제조업체에서 생산되었음이 밝혀졌다. 1995년, 미국 의회도서관의 보존학자들은 이 단편에 대한 이전 복원 작업을 일부 되돌리고 보호 매트 안에 보관했다. 이 문서는 저온 보관고에 저장되어 있다. 전시될 때, 이 단편은 온도와 습도가 조절되는 진열장 안에 놓인다.

### 거친 초고

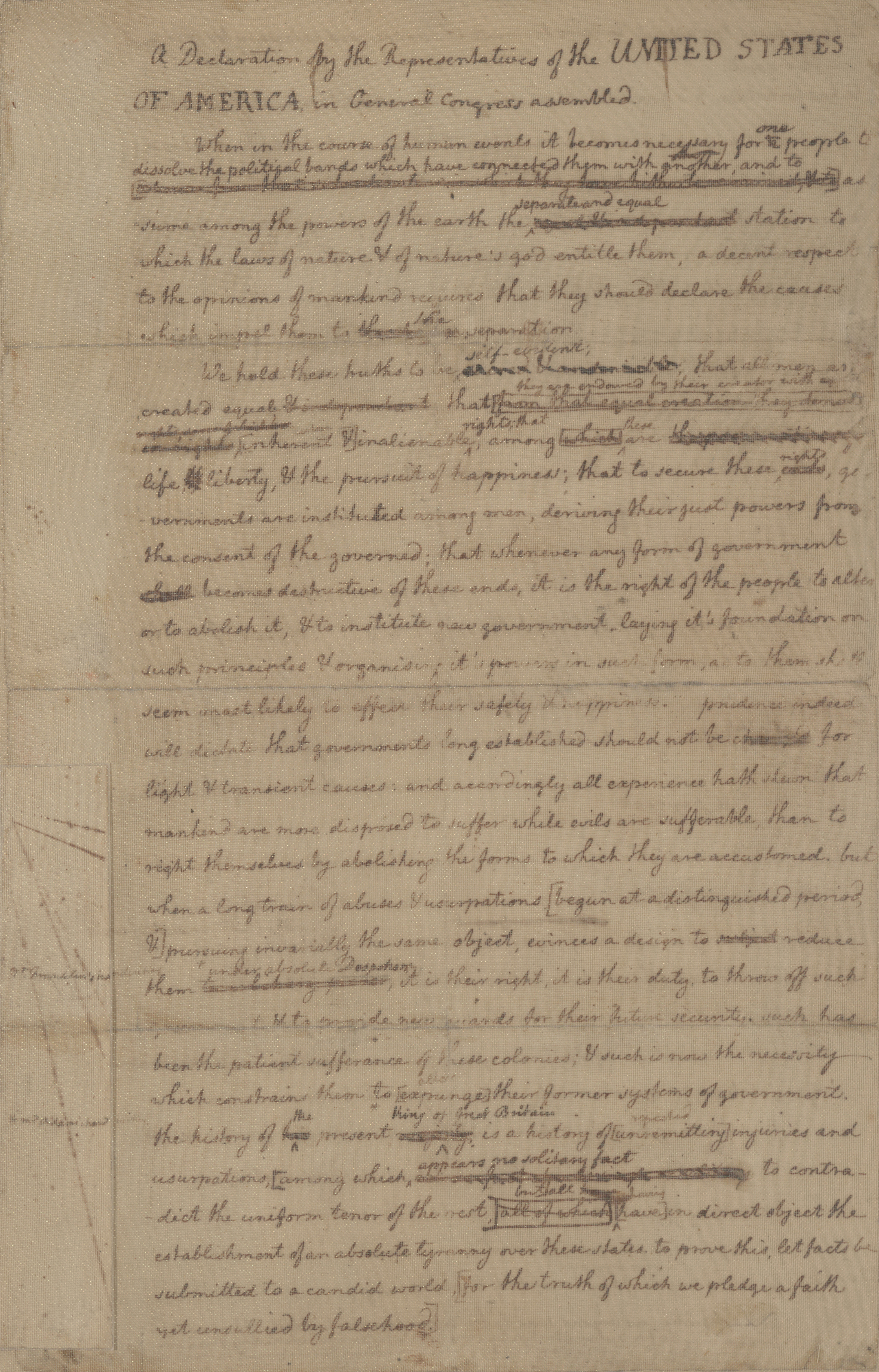
토머스 제퍼슨의 거친 초고 첫 페이지

토머스 제퍼슨은 말년에 자신이 "원본 거친 초고"라고 불렀던 4페이지짜리 초고를 보존했다. 역사학자들에게는 거친 초고로 알려져 있으며, 초기 독립선언 연구자들은 이것이 제퍼슨이 단독으로 작성하여 5인 위원회에 제출한 초고라고 믿었다. 일부 학자들은 이제 거친 초고가 실제 "원본 거친 초고"가 아니라, 위원회와의 협의 후에 제퍼슨이 완성한 수정본이라고 믿는다. 제퍼슨이 이 초고 이전에 몇 개의 초고를 작성했는지, 그리고 다른 위원회 구성원들이 텍스트에 얼마나 기여했는지는 알려져 있지 않다.
제퍼슨은 거친 초고를 존 애덤스와 벤저민 프랭클린에게, 그리고 아마도 다른 초고 작성 위원회 구성원들에게 보여주었다. 애덤스와 프랭클린은 몇 가지 수정을 더했다. 예를 들어, 프랭클린은 제퍼슨의 원래 문구인 "우리는 이 진리들을 신성하고 부인할 수 없는 것으로 간주한다"를 "우리는 이 진리들을 자명한 것으로 간주한다"로 변경하는 데 기여했을 수 있다. 제퍼슨은 이러한 변경 사항을 위원회의 이름으로 의회에 제출된 사본에 포함시켰다. 제퍼슨은 거친 초고를 보관하고, 의회가 텍스트를 수정하는 동안 추가 메모를 했다. 그는 또한 의회에서 변경되지 않은 거친 초고의 여러 사본을 작성하여 7월 4일 이후 리처드 헨리 리와 조지 와이스를 포함한 친구들에게 보냈다. 어떤 시점에서 애덤스도 사본을 작성했다.

### 정서본
1823년, 제퍼슨은 제임스 매디슨에게 서한을 써서 초안 작성 과정을 회상했다. 프랭클린과 애덤스의 제안에 따라 자신의 초안을 수정한 후, 그는 "나는 정서본을 쓰고 위원회에 제출했으며, 위원회는 변경 없이 의회에 제출했다"고 회상했다. 제퍼슨의 기억이 정확하고 그가 실제로 정서본을 작성하여 초안 작성 위원회에 보여준 다음 6월 28일 의회에 제출했다면, 이 문서는 아직 발견되지 않았다. "이 원고가 아직 존재한다면," 역사학자 테드 위드머는 "그것은 미국 자유의 성배이다"라고 썼다.
정서본은 의회가 텍스트를 논의하고 수정하는 동안 대륙회의의 서기인 찰스 톰슨에 의해 표시되었을 것으로 추정된다. 이 문서는 의회가 7월 4일에 승인한 것으로, 보이드가 독립선언의 첫 "공식" 사본이라고 부른 것이다. 정서본은 존 던랩에게 "미합중국 대표들이 총회에 모여 선언한 선언"이라는 제목으로 인쇄하도록 보내졌다. 보이드는 7월 4일 의회에서 문서에 서명했다면 그것은 정서본이었을 것이며, 아마도 존 핸콕만이 서명하고 톰슨이 증명했을 것이라고 주장했다.
정서본은 인쇄 과정에서 파괴되었거나, 또는 의회의 비밀 유지 규정에 따라 논의 중에 파괴되었을 수 있다. 저자 윌프레드 J. 리츠는 정서본이 각 의회 의원이 논의 중에 참고할 수 있도록 사본을 만들기 위해 즉시 인쇄업자에게 보내졌으며, 이 모든 사본은 비밀 유지를 위해 파괴되었다고 추측한다.

## 브로드사이드
독립선언서는 필라델피아의 존 던랩이 인쇄한 브로드사이드로 처음 출판되었다. 한 브로드사이드는 의회 일지에 붙여져, 보이드가 독립선언의 "두 번째 공식 버전"이라고 부른 것이 되었다. 던랩의 브로드사이드는 13개 주 전역에 배포되었다. 이 브로드사이드를 받은 많은 주들은 자체 브로드사이드 판을 발행했다.

### 던랩 브로드사이드

미국 의회도서관의 던랩 브로드사이드 사본.

던랩 브로드사이드는 1776년 7월 4일 밤에 인쇄된 독립선언서의 첫 출판 사본이다. 원래 인쇄된 브로드사이드의 정확한 수는 알려져 있지 않지만, 그 수는 200개로 추정된다. 존 핸콕의 결국 유명해진 서명은 이 문서에 없지만, 그의 이름은 "의회의 명령과 대표로 서명됨" 아래에 큰 글씨로 나타나 있으며, 서기 찰스 톰슨이 증인으로("Attest") 등재되어 있다.
1776년 7월 4일, 의회는 문서 작성을 담당했던 동일한 위원회에 "인쇄물 감독 및 교정"을 지시했다. 당시 29세의 아일랜드 이민자 던랩이 이 작업을 맡았고, 그는 7월 4일 밤 대부분을 조판, 교정, 브로드사이드 용지 인쇄에 보낸 것으로 보인다.
"빨리, 그리고 흥분 속에서 이루어졌다는 증거가 있습니다. 워터마크가 뒤집혀 있고, 일부 사본은 잉크가 마르기 전에 접힌 것처럼 보이며, 구두점의 일부가 사본마다 움직입니다."라고 《자유의 방주: 미국과 세계》의 저자 테드 위드머는 말한다. "그 당시 가장 위대한 인쇄업자였던 벤저민 프랭클린이 던랩의 가게에서 감독하고 있었고, 불안해하는 저자인 제퍼슨도 가까이 있었다고 생각하는 것은 낭만적입니다." 존 애덤스는 나중에 "우리 모두는 서둘렀다"고 썼다. 던랩 브로드사이드는 다음 이틀 동안 새로운 미국 전역으로 보내졌으며, 대륙육군 총사령관인 조지 워싱턴에게도 보내져 워싱턴은 7월 9일 병사들에게 독립선언서를 낭독하도록 지시했다. 다른 사본은 영국으로 보내졌다.
1949년에는 14개의 던랩 브로드사이드 사본이 존재한다고 알려져 있었다. 이 숫자는 1975년에는 21개로 증가했다. 1989년에는 24개의 던랩 브로드사이드 사본이 알려져 있었는데, 그때 벼룩시장에서 4달러에 구입한 그림 뒤에서 25번째 브로드사이드가 발견되었다. 또 다른 사본은 2009년 영국 큐에 있는 영국 국립 공문서관에서 발견되었다. 초기 평가는 그것이 미국 독립 전쟁 동안 미국 식민지 개척자들로부터 압수된 문서들 중 일부라고 결론지었다.

#### 현존하는 던랩 브로드사이드 목록
| #  | 위치                          | 소유자                                          | 출처 | 참고          |
| -- | ----------------------------- | ----------------------------------------------- | --- | ------------- |
| 1  | 뉴헤이븐                      | 예일 대학교 베이네케 도서관                     | | [ 18 ]        |
| 2  | 블루밍턴                      | 인디애나 대학교 릴리 도서관                     | 이전 소유자는 그리니치의 헨리 N. 플린트였다. | [ 18 ]        |
| 3  | 포틀랜드                      | 메인 역사 협회                                  | 1893년 존 S. H. 포그의 유증으로 협회에 기증되었다. | [ 18 ]        |
| 4  | 시카고, 일리노이              | 시카고 역사 협회                                | 뉴욕주 고센의 존 스튜어드(1747-1829)가 서명했다. 1975년 7월 2일 런던 크리스티스 경매에서 팔렸고, 나중에 시카고 역사 협회에 팔렸다. | [ 18 ]        |
| 5  | 볼티모어                      | 메릴랜드 역사 협회                              | 문서의 왼쪽 상단 영역 일부로, 처음 36줄이 포함되어 있다. | [ 18 ]        |
| 6  | 보스턴                        | 매사추세츠 역사 협회                            | | [ 18 ]        |
| 7  | 케임브리지                    | 하버드 대학교 호튼 도서관                       | 1947년 칼턴 R. 리치몬드가 기증했다. | [ 18 ]        |
| 8  | 윌리엄스타운                  | 윌리엄스 칼리지                                 | 이전에는 우드 가문 소유였으며, 1983년 4월 22일 뉴욕 크리스티스 경매에서 팔렸다. | [ 18 ]        |
| 9  | 프린스턴                      | 프린스턴 대학교 파이어스톤 도서관 샤이드 도서관 | 현재 윌리엄 R. 샤이드가 소유하고 있으며, 존 H. 샤이드가 A. S. W. 로젠바흐로부터 구입했다. | [ 18 ]        |
| 10 | 뉴욕 (마지막으로 알려진 위치) | 개인 수집가                                     | 1993년에서 2008년 사이에 뉴욕 역사 협회가 미국 내 개인 수집가에게 판매했다. | [ 18 ] [ 22 ] |
| 11 | 뉴욕                          | 뉴욕 공립도서관                                 | | [ 18 ]        |
| 12 | 뉴욕                          | 모건 도서관                                     | 한때 추 가문 소유였으며, 1982년 4월 1일 뉴욕 크리스티스 경매에서 팔렸다. | [ 18 ]        |
| 13 | 엑서터                        | 미국 독립 박물관                                | 1985년 엑서터의 래드-길먼 하우스에서 발견된 사본. | [ 18 ]        |
| 14 | 필라델피아                    | 미국철학학회                                    | 1901년 미국 의회도서관에서 벤저민 프랭클린의 패시 인쇄본 《보스턴 독립 연대기 보충판》과 교환하여 취득했다. | [ 18 ]        |
| 15 | 필라델피아                    | 펜실베이니아 역사 협회                          | 프랭크 M. 에팅 소장품에서 온 것으로, 처음 32줄을 포함하는 단편으로, 미교정 인쇄본일 가능성이 높다고 생각된다. 에팅은 이 문서가 대중에게 낭독된 것이라고 주장했다. 그러나 찰스 헨리 하트는 1900년에 다음과 같이 썼다. "배서는 고(故) 프랭크 M. 에팅의 필적이며, 그는 정신병에 걸려 사망했고, 가장 부정확하고 불확실한 수집가 중 한 명이었다." | [ 18 ]        |
| 16 | 필라델피아                    | 독립역사공원                                    | 이전에는 필라델피아 보안관이 1776년 7월 8일 주립 회관 마당에서 대중에게 독립선언서를 낭독하도록 임명한 존 닉슨 대령의 소유였으며, 1951년 그의 상속인들이 공원에 기증했다. | [ 18 ]        |
| 17 | 댈러스                        | 댈러스 공립 도서관                              | 1968년 펜실베이니아 필라델피아의 리어리 서점 재고에서 1911년 이후 개봉되지 않은 상자 안에서 발견된 "리어리 사본"이다. 1969년 5월 7일 댈러스의 이라 G. 콘 주니어와 조지프 P. 드리스콜이 이 원고를 구입했다. 나중에 17명으로 구성된 그룹이 댈러스 시 정부에 판매했다.                                                                          | [ 18 ]        |
| 18 | 샬러츠빌                      | 버지니아 대학교                                 | 1/2. 1955년 올버니 (뉴욕주)의 한 다락방에서 다른 종이를 포장하는 데 사용된 채 발견되었다. 버몬트주 러틀랜드의 찰스 E. 터틀 컴퍼니가 구입했고, 나중에 데이비드 랜달에게 판매되었으며, 랜달은 1956년 버지니아 대학교에 판매했다. | [ 18 ]        |
| 19 | 샬러츠빌                      | 버지니아 대학교                                 | 2/2. "H. 브래들리 마틴 사본"으로, 1974년 그롤리에 클럽에 전시되었다. 1990년 1월 31일 앨버트 H. 스몰에게 판매되었고, 앨버트 H. 스몰은 이를 버지니아 대학교에 기증했다. | [ 18 ]        |
| 20 | 워싱턴 D.C.                   | 미국 의회도서관, 희귀본 및 특별 컬렉션 부문     | 1867년 피터 포스가 수집한 문서 구매의 일부로 취득했다. | [ 18 ]        |
| 21 | 워싱턴 D.C.                   | 미국 의회도서관, 원고 부문, 워싱턴 문서         | 54줄의 단편 사본으로, 조지 워싱턴이 1776년 7월 9일 뉴욕에서 병사들에게 낭독했던 사본으로 추정된다. | [ 18 ]        |
| 22 | 워싱턴 D.C.                   | 미국 국립문서기록관리청                         | 대륙회의 원고 일지에 삽입되었으며, 이전에는 인장으로 부착되어 있었다. | [ 18 ]        |
| 23 | 순회 사본                     | 노먼 리어                                       | 펜실베이니아주 애덤스타운 벼룩시장에서 4달러에 구입한 액자 뒤에서 발견되었다. 현재 노먼 리어를 포함한 컨소시엄이 소유하고 있으며, 2000년에 814만 달러에 판매되었고, 이전에는 1991년 6월 4일에 242만 달러에 판매되었다. | [ 24 ] [ 25 ] |
| 24 | 런던                          | 영국 국립 공문서관, 식민지청 문서               | 제5대 하우 자작 윌리엄 하우 장군과 HMS 이글 (1774) 기함의 리처드 하우 부제독은 1776년 8월 11일자 서신과 함께 이 사본을 보냈는데, 서신에는 "이 독립선언서의 인쇄본이 머큐리 우편선 발송 며칠 후 우연히 우리 손에 들어왔으며, 이를 동봉합니다"라고 되어 있다.                                                                                  | [ 18 ]        |
| 25 | 런던                          | 영국 국립 공문서관, 해군성 문서                 | 제1대 하우 백작 리처드 하우 부제독은 1776년 7월 28일자 서신과 함께 당시 스태튼아일랜드 연안에 있던 기함 이글에서 이 사본을 보냈다. | [ 18 ]        |
| 26 | 런던                          | 영국 국립 공문서관, 식민지청 문서               | 2009년 문서 상자에서 발견되었다. 정확한 출처는 현재 알 수 없다. | [ 21 ]        |

### 1776년 7월 엑서터 브로드사이드

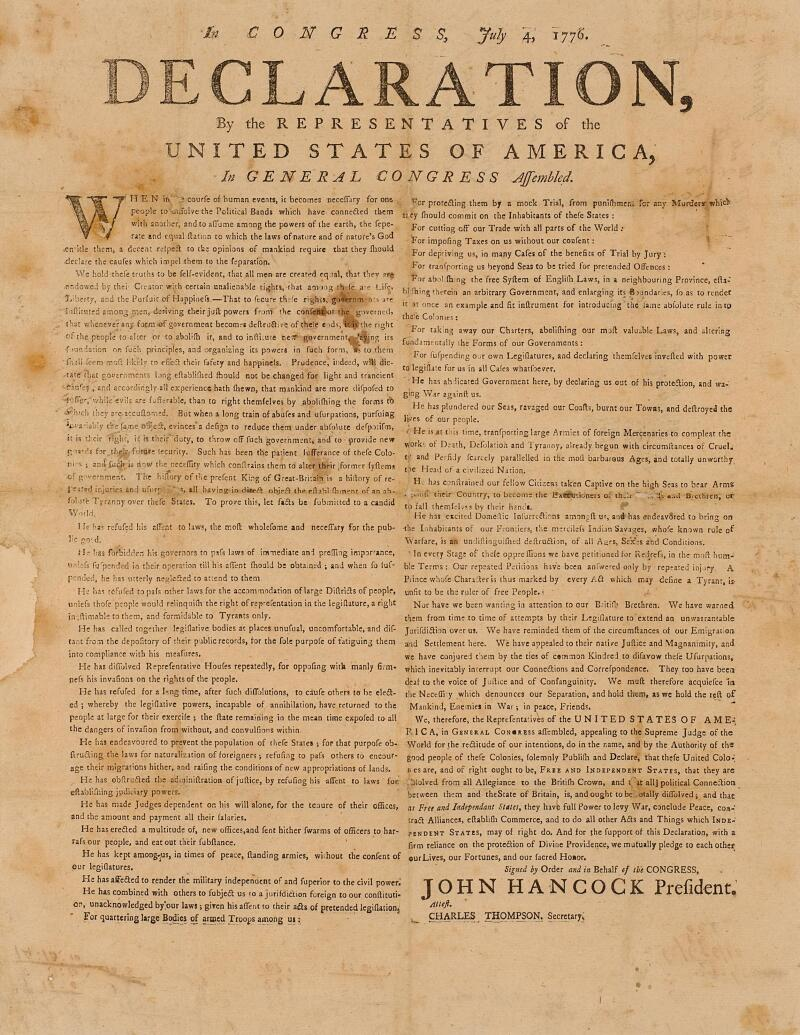
엑서터 브로드사이드

7월 4일 밤 던랩 브로드사이드가 인쇄된 직후, 핸콕은 브로드사이드 사본을 말을 타고 3주 동안 식민지 전역에 배포했으며, 그 후 독립선언서의 본문은 주별, 신문별로 배포되었다.
뉴햄프셔주 엑서터에서 왕당파이자 뉴햄프셔 가제트의 편집자인 인쇄업자 로버트 루이스트 파울은 1776년 7월 16일에 신문과 별도의 브로드사이드로 본문을 인쇄했다. 자신의 이념과는 대조적으로 파울은 지역 주민들을 수용하기 위해 인쇄를 진행했다.
던랩 브로드사이드와 마찬가지로, 엑서터 인쇄물은 두 개의 열로 구성되었는데, 이는 13개 브로드사이드 디자인 중 7개가 이 형식을 사용했다. 던랩은 표준 글꼴을 사용했지만, 엑서터는 이탤릭체 글꼴을 사용했다.
또한, 첫 번째 인쇄본에서는 존 핸콕과 찰스 톰슨의 이름이 "Hacock"과 "Thompson"으로 오타가 났다. 두 번째 인쇄본에서는 핸콕의 이름은 수정되었지만 톰슨의 이름은 수정되지 않았다.
엑서터 브로드사이드 중 10부가 현존하는 것으로 알려져 있으며, 미국 골동품 학회와 미국 의회도서관에 소장되어 있다. 2021년 4월 22일, 굿스피드-스트리터-상 인쇄본으로 알려진 2판 사본이 크리스티스에서 93만 달러에 판매되었고, 이후 2025년 1월 24일 소더비스에 다시 등장하여 240만 달러에 판매되었다.

### 고다드 브로드사이드

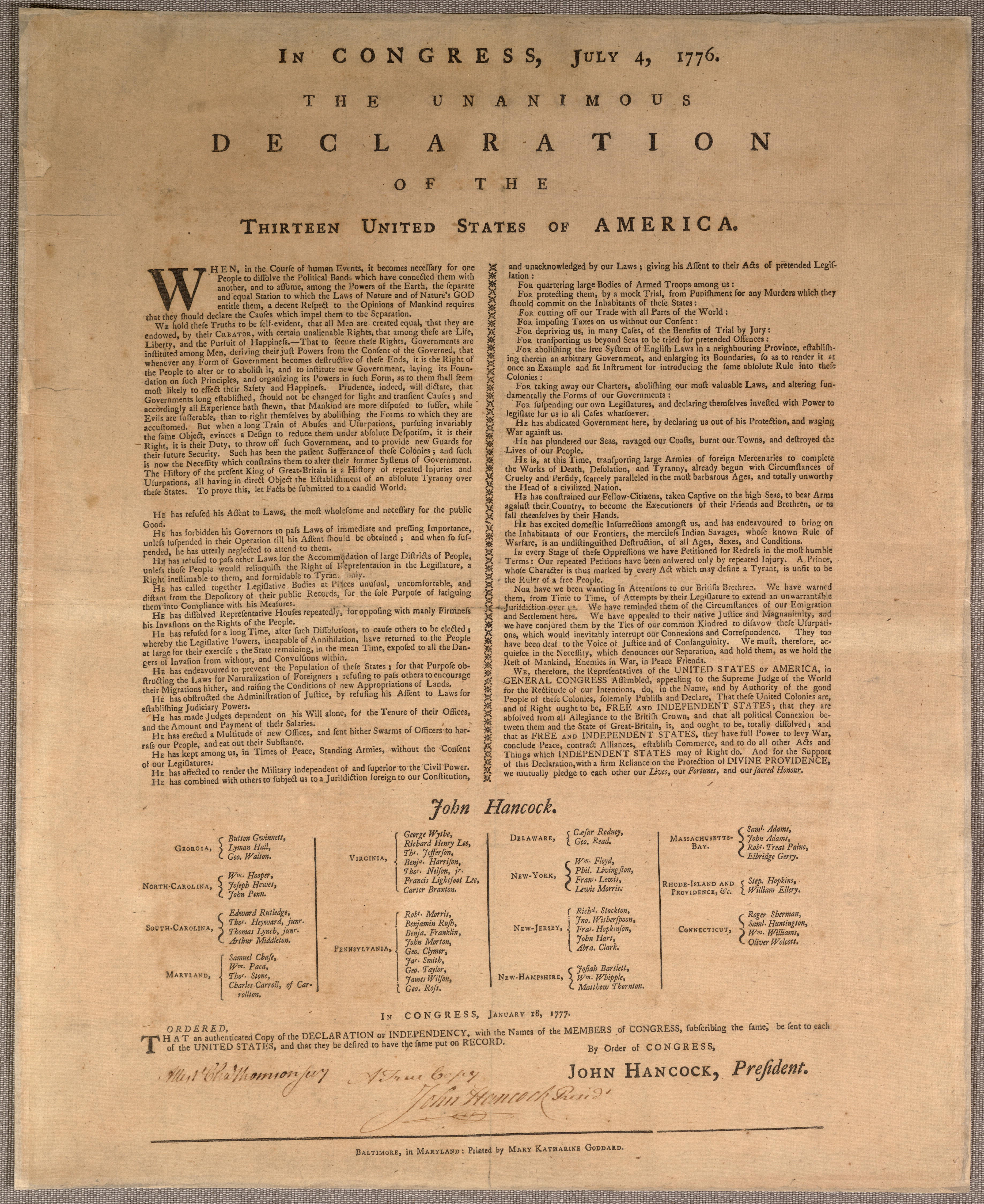
고다드 브로드사이드.

1777년 1월, 의회는 메리 캐서린 고다드에게 던랩 브로드사이드와 달리 독립선언서 서명자들을 나열한 새로운 브로드사이드를 인쇄하도록 의뢰했다. 고다드 브로드사이드의 출판으로 대중은 독립선언서에 서명한 사람들을 처음으로 알게 되었다. 독립선언서의 서명자 중 한 명인 토머스 매킨은 고다드 브로드사이드에 등재되어 있지 않은데, 이는 그가 당시 서명된 문서에 아직 이름을 추가하지 않았음을 시사한다.
1949년에는 9개의 고다드 브로드사이드가 아직 존재한다고 알려져 있었다. 당시 그 사본들의 알려진 위치는 다음과 같다.
1. 미국 의회도서관 (워싱턴 D.C.)
2. 코네티컷 주립 도서관 (하트퍼드)
3. 고(故) 존 W. 개럿의 도서관
4. 메릴랜드 기록 보관소 (아나폴리스)
5. 메릴랜드 역사 협회 (볼티모어)
6. 매사추세츠 기록 보관소 (도체스터)
7. 뉴욕 공립도서관 (뉴욕)
8. 필라델피아 도서관 회사 (필라델피아)
9. 로드아일랜드 주 기록 보관소 (프로비던스)

### 기타 브로드사이드

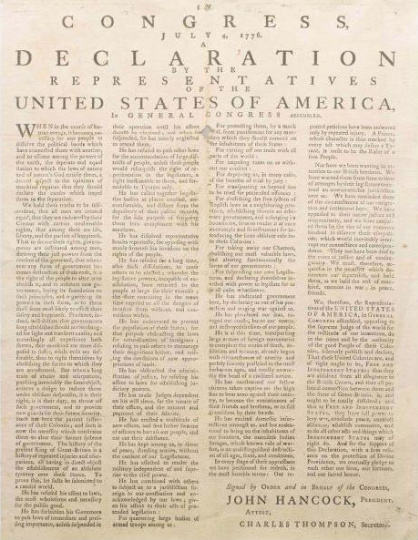
조지타운 대학교 라우징거 도서관에 있는 희귀한 4단 브로드사이드

의회가 승인한 브로드사이드 외에도 많은 주와 개인 인쇄업자들도 던랩 브로드사이드를 출처로 삼아 독립선언서의 브로드사이드를 발행했다. 1949년, 《하버드 도서관 리뷰》의 한 기사에서 당시 알려진 모든 브로드사이드를 조사하여 던랩 및 고다드 인쇄본을 포함한 19개의 판본 또는 판본의 변형을 발견했다. 저자는 이 다양한 판본의 71개 사본을 찾아낼 수 있었다.
그 이후로 많은 사본이 발견되었다. 1971년, 매사추세츠주 세일럼에서 인쇄되었을 것으로 추정되는 희귀한 4단 브로드사이드 사본이 조지타운 대학교의 라우징거 도서관에서 발견되었다. 2010년에는 인도 심라에서 독립선언서 사본이 발견되었다는 언론 보도가 있었는데, 1990년대에 인도 제독의 도서관에서 구입한 책에서 발견되었다고 한다. 사본의 종류는 명시되지 않았다.

## 양피지 사본

### 매트랙 독립선언서

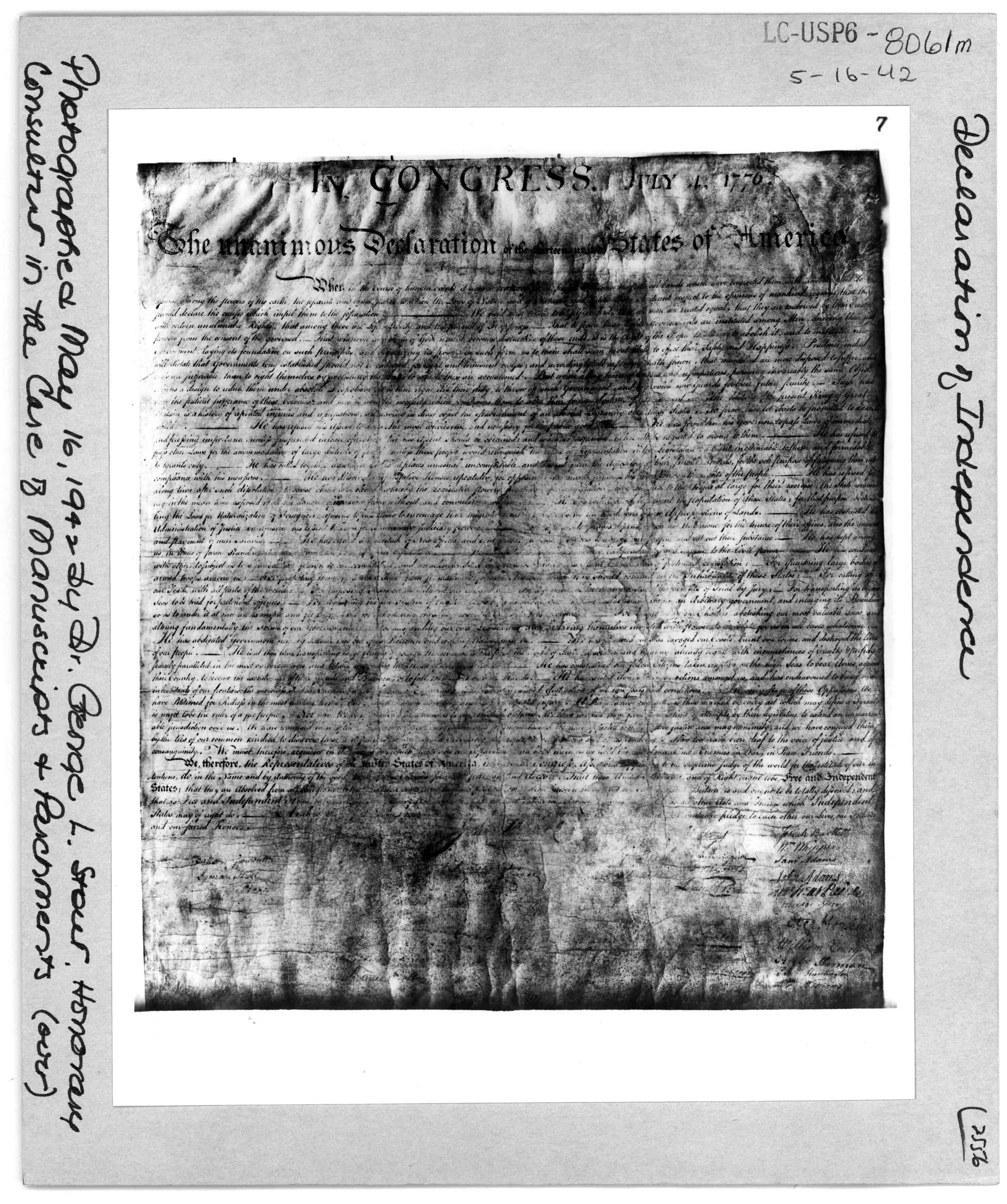
제2차 세계 대전 중 포트 녹스에서 보호되던 1942년 5월 독립선언서의 열화

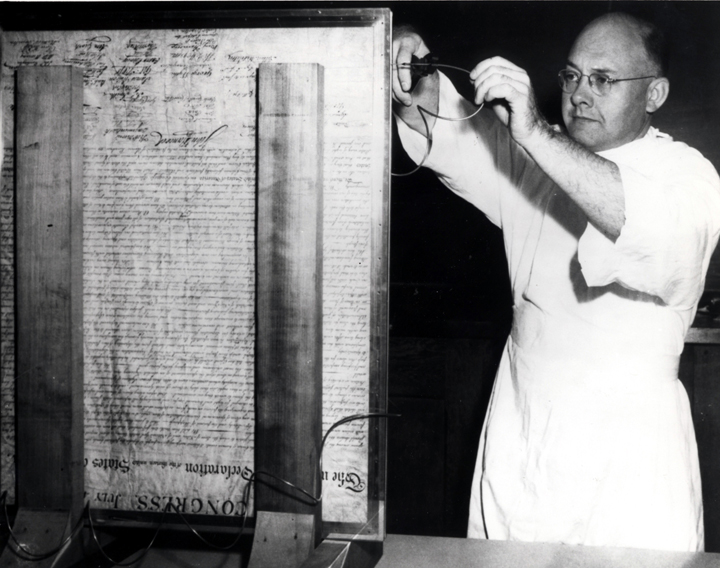
1951년 국립표준국이 필사본 독립선언서를 보존하는 모습

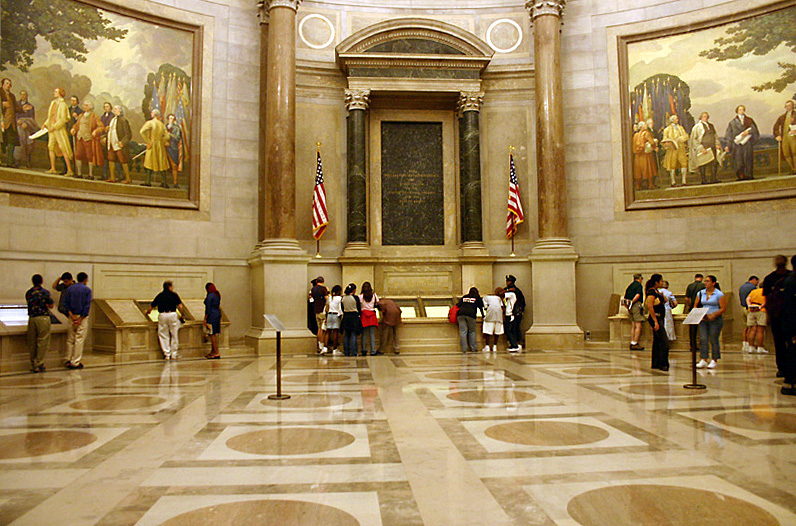
배리 포크너의 두 벽화 사이에 미국 독립선언, 미국 헌법, 그리고 다른 미국 건국 문서들이 대중에게 전시되어 있는 국립 문서 보관소의 자유 헌장을 위한 로툰다

의회가 서명한 독립선언서 사본은 필사본 또는 양피지 사본으로 알려져 있다. 이 사본은 아마도 서기 티머시 매트랙이 손으로 썼을 것이며, "13개 미합중국의 만장일치 선언"이라는 제목이 붙었다. 이는 1776년 7월 19일 통과된 의회 결의안에 명시되어 있다.
 결의한다, 4일에 통과된 선언을 "13개 미합중국의 만장일치 선언"이라는 제목과 문체로 양피지에 정성껏 필사하며, 필사가 완료되면 모든 의회 의원이 서명한다.
독립 전쟁 내내 필사본은 영국군을 피하기 위해 여러 번 이전한 대륙회의와 함께 옮겨졌다. 1789년, 미국 헌법에 따라 새로운 정부가 수립된 후, 필사본 독립선언서는 국무장관의 custody로 이전되었다. 이 문서는 미영 전쟁 중 영국군이 워싱턴 D.C.를 공격했을 때 버지니아로 대피했다.
미영 전쟁 이후 독립선언서의 상징적 위상은 필사본의 잉크가 눈에 띄게 바래는 와중에도 꾸준히 증가했다. 1820년, 존 퀸시 애덤스 국무장관은 인쇄업자 윌리엄 J. 스톤에게 필사본과 거의 동일한 인그레이빙을 제작하도록 의뢰했다. 스톤의 인그레이빙은 습식 잉크 전사 방식을 사용하여 제작되었는데, 문서의 표면을 적시고 원본 잉크의 일부를 동판 표면으로 전사한 다음, 판을 에칭하여 인쇄기에서 사본을 인쇄할 수 있도록 했다. 스톤이 1823년에 인그레이빙을 완성하자, 의회는 양피지에 200부를 인쇄하도록 명령했다. 19세기 내내 필사본의 보존 상태가 좋지 않았기 때문에, 원본보다는 스톤의 인그레이빙이 대부분의 현대 복제본의 기초가 되었다. 2021년 기준으로 스톤이 제작한 문서 중 48부가 아직 존재하며, 2021년 7월 1일 경매에서 4,420,000달러에 판매되었다.
1841년부터 1876년까지 필사본은 워싱턴 D.C. 특허청 건물에서 큰 창문 건너편 벽에 공개적으로 전시되었다. 햇빛과 다양한 온도 및 습도에 노출되어 문서가 심하게 바랬다. 1876년, 독립선언서 100주년을 기념하여 개최된 백년 박람회 동안 전시를 위해 필라델피아 미국 독립기념관으로 보내졌고, 다음 해 워싱턴으로 돌아왔다. 1892년, 필사본을 시카고 1893년 만국 박람회에 전시하기 위한 준비가 이루어졌으나, 문서의 열악한 상태로 인해 그 계획은 취소되었고 문서는 공개 전시에서 철회되었다. 이 문서는 두 장의 유리판 사이에 밀봉되어 보관되었다. 거의 30년 동안 이 문서는 국무장관의 재량에 따라 드물게만 전시되었다.
1921년, 독립선언서와 미국 헌법의 custody는 미국 국무부에서 미국 의회도서관으로 이전되었다. 1924년에 개관한 공공 전시에 문서를 보존하기 위한 기금이 할당되었다. 1941년 진주만 공격 이후, 문서들은 안전을 위해 켄터키 포트 녹스의 미국 불리언 저장고로 옮겨졌고, 1944년까지 그곳에 보관되었다.
수년 동안 미국 국립문서기록관리청 관계자들은 미국 의회도서관보다 자신들이 독립선언서와 헌법의 custody를 가져야 한다고 믿었다. 이전은 마침내 1952년에 이루어졌고, 문서들은 권리장전 (미국)과 함께 현재 미국 국립문서기록관리청의 "자유 헌장 로툰다"에 영구 전시되어 있다. 헬륨으로 밀봉되었음에도 불구하고, 1980년대 초까지 문서들은 더 이상의 열화로 위협받았다. 2001년, 최신 보존 기술을 사용하여 보존학자들은 문서를 처리하고 티타늄과 알루미늄으로 만들어진 케이스에 옮겼으며, 불활성 아르곤 가스로 채웠다. 2003년 재단장된 미국 국립문서기록관리청 로툰다가 개관하면서 다시 전시되었다.

### 서식스 독립선언서

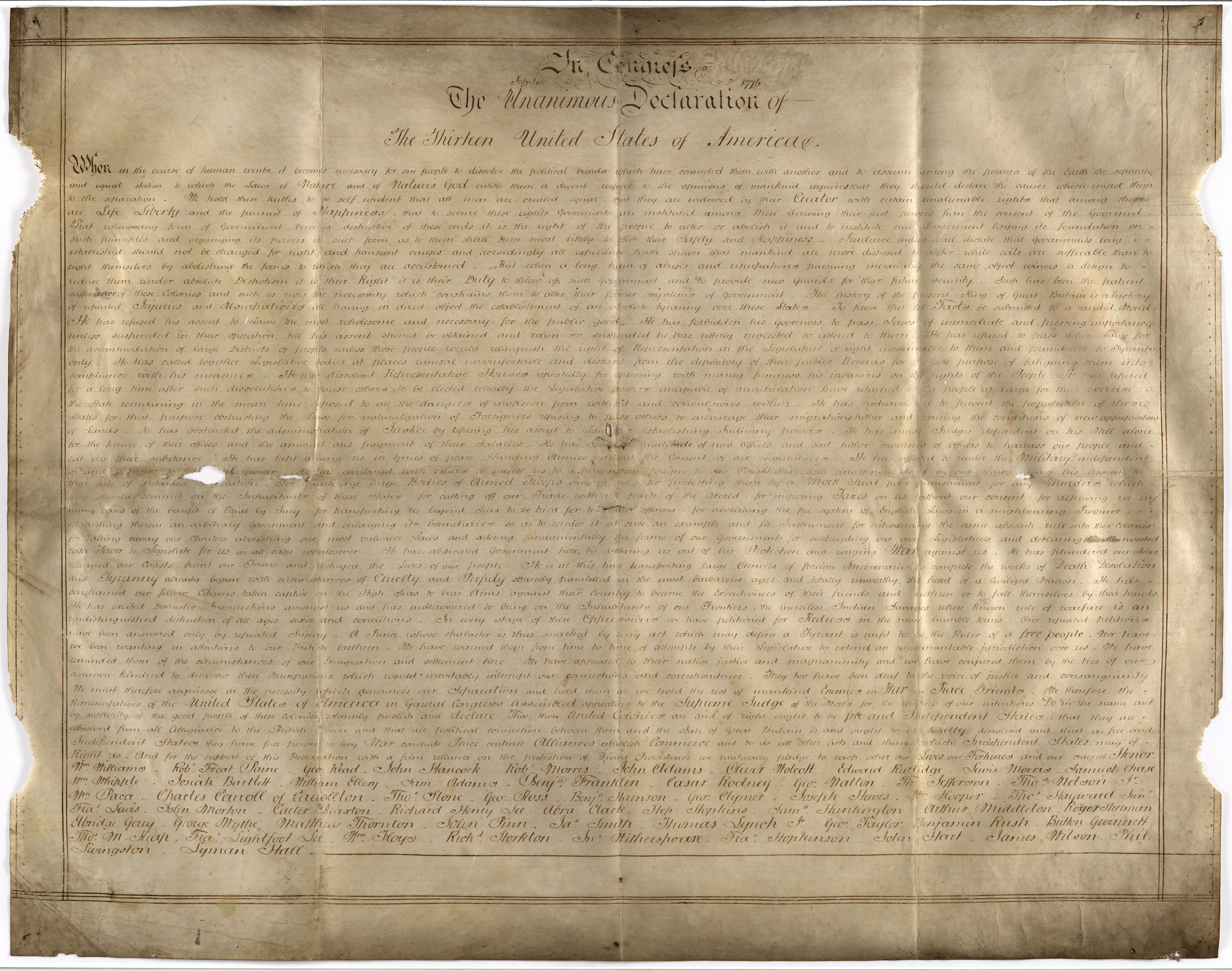
치체스터의 서식스 독립선언서

2017년 4월 21일, 하버드 대학교의 독립선언서 자료 프로젝트는 두 번째 양피지 원고 사본이 영국 치체스터의 웨스트 서식스 기록 보관소에서 발견되었다고 발표했다. 발견자인 다니엘 앨런과 에밀리 스네프가 "서식스 독립선언서"라고 명명한 이 문서는 미국 국립문서기록관리청 사본(발견자들이 "매트랙 독립선언서"라고 부름)과 달리 서명이 주별로 그룹화되어 있지 않다. 이 문서가 어떻게 영국에 오게 되었는지는 아직 알려지지 않았지만, 발견자들은 서명의 무작위성이 독립선언서가 주들에 의해 만들어진 것이 아니라 전체 인민에 의해 만들어졌다고 강력히 주장했던 서명자 제임스 윌슨에게서 비롯되었음을 시사한다고 믿는다. 서식스 독립선언서는 아마도 '급진적인 공작'으로 알려진 제3대 리치먼드 공작 찰스 레녹스에 의해 영국 서식스로 가져와졌을 것이다.
발견자들은 서식스 독립선언서가 매트랙 독립선언서의 필사본이며, 아마도 1783년에서 1790년 사이에 뉴욕 또는 필라델피아에서 제작되었을 것으로 본다. 그들은 서식스 독립선언서가 "매트랙 독립선언서에서 유래했으며, (또는 그 사본이) 사라지기 전에 1818년 타일러의 인그레이빙과 1836년 브리지햄의 인그레이빙의 원본 텍스트로 사용되었다"고 주장한다.

## 같이 보기
- 펜실베이니아 이브닝 포스트, 1776년 7월 6일 독립선언서를 처음 인쇄한 신문
- 싱 잉크스탠드, 독립선언서에 서명하기 위해 대표들이 사용
- 미국 헌법의 인쇄
- 가장 비싼 책 및 원고 목록

### 참고 문헌
- Becker, Carl (1970) [Originally published 1922]. 《The Declaration of Independence: A Study in the History of Political Ideas》. The Declaration of Independence: A Study in the History of Political Ideas - 구글 도서 Revis판. New York: Vintage Books. ISBN 0-394-70060-0.
- Boyd, Julian P. (1999) [Originally published 1945].  Gawalt, Gerard W., 편집. 《The Declaration of Independence: The Evolution of the Text》 Revis판. University Press of New England. ISBN 0-8444-0980-4.
- Boyd, Julian P. (1950).  Boyd, Julian P., 편집. 《The Papers of Thomas Jefferson》 1. Princeton University Press.
- Boyd, Julian P. (October 1976). 《The Declaration of Independence: The Mystery of the Lost Original》. 《펜실베이니아 역사 및 전기 잡지》 100. 438–467쪽. 2011년 10월 1일에 원본 문서에서 보존된 문서. 2011년 7월 11일에 확인함.
- Hazelton, John H. (1970) [Originally published 1906]. 《The Declaration of Independence: Its History》. YVaEEz4TVi0C  미국 독립선언의 물리적 역사 - 구글 도서. New York: Da Capo Press. ISBN 0-306-71987-8.
- Maier, Pauline (1997). 《American Scripture: Making the Declaration of Independence》. New York: Knopf. ISBN 0-679-45492-6.
- Malone, Dumas (1975). 《The Story of the Declaration of Independence》. New York: Oxford University Press.
- Phillips, Heather A. 《Safety and Happiness; The Paradox of the Declaration of Independence》. 《The Early America Review》 VII.

## 더 읽어보기
- 고프, 프레더릭 R. 존 던랩 브로드사이드: 독립선언서의 첫 인쇄본. 워싱턴: 미국 의회도서관, 1976.